# Linia kolejowa nr 660
Linia kolejowa nr 660 – pierwszorzędna, jednotorowa, zelektryfikowana linia kolejowa łącząca stację kolejową Sosnowiec Południowy ze stacją Sosnowiec Główny w Sosnowcu.
Rozpoczyna bieg, odchodząc od rozjazdu początkowego R7 (-0,399 km) na 82,334 kilometrze linii kolejowej nr 62 i kończy się na 310,68 kilometrze linii kolejowej nr 1 w miejscu rozjazdu końcowego R52 (1,117 km).    
Linia przecina drogę w ciągu ulicy Naftowej, gdzie znajduje się przejazd kolejowo-drogowy z rogatką.    
W 2023 r. podjęto prace mające na celu rewitalizację i rozbudowę linii kolejowej nr 1 na odcinku Będzin – Katowice Szopienice Południowe, w wyniku których linia nr 660 docelowo zostanie wydłużona do nowego posterunku Katowice Szopienice Południowe i włączona do linii kolejowej nr 138 (Katowice – Oświęcim).     